# 歯科麻酔学
歯科麻酔学（しかますいがく、英語：dental anesthesiology）は歯学の一分野で、歯科医学における局所麻酔、全身管理、鎮痛、麻痺に関する研究を行う学問である。歯科臨床における診療科（歯科麻酔科など）としては、歯科医師による口腔外科手術の全身麻酔管理を行うほか、高齢者・有病者・障害者や小児患者、あるいは治療に対する恐怖心や絞扼反射が強い患者の歯科治療における周術期全身管理を行う。

## 局所麻酔法

### 局所麻酔法の分類

#### 表面麻酔法
表面麻酔法とは、局所麻酔法のうち表在性の知覚神経終末を麻痺させる方法であり、以下に述べる浸潤麻酔法や伝達麻酔法における針の刺入部位や、気管挿管時の喉頭・気管粘膜の麻酔、咽頭反射の麻酔などに使われる。
- 塗布麻酔法
  - 粘膜面に表面麻酔用薬液や軟膏、ゼリーなどの局所麻酔薬を直接塗布する方法。
- 噴霧麻酔法
  - 表面麻酔用の局所麻酔薬を噴霧器などで噴霧する方法。
- 表面冷凍麻酔法
  - 液体が、気化するときに急激に熱を奪う事を利用した麻酔法。沸点の低い液体を用い、冷却することにより知覚を麻痺させる。

#### 浸潤麻酔法
局所麻酔薬を注射し、注射部位の周囲に局所麻酔薬を浸潤させ知覚神経終末部を麻痺させる方法。
- 粘膜下注射法
- 傍骨膜注射法
- 骨膜下注射法
- 骨内注射法
- 歯根膜内注射法
- 歯髄腔内注射法

#### 伝達麻酔法
神経幹や神経叢に局所麻酔薬を作用させることで、その部位から末梢の支配領域全体を麻痺させる方法。
- 上顎神経
  - 正円孔注射法
  - 眼窩下孔注射法
  - 大口蓋孔注射法
  - 上顎結節注射法
  - 切歯孔注射法
- 下顎神経
  - 卵円孔注射法
  - 下顎孔注射法
  - オトガイ孔注射法
  - 頬神経注射法
  - 舌神経注射法

### 局所麻酔薬・血管収縮薬
局所麻酔薬の大部分は血管拡張作用がある。このため局所麻酔薬のみを打つと、血管拡張作用により、血管透過性が向上し、血管に吸収されやすくなる。このため、局所での麻酔持続時間が低下するとともに、血管内での濃度が上昇するため副作用が発生しやすくなる。また、出血量も多くなり処置の障害になる。これを防止するため、局所麻酔薬を使用するときは、同時に血管収縮剤（アドレナリンなど）も利用している。これにより上記の問題点が解消される。

## 全身麻酔法
歯科医師は歯科医療を目的とする場合に限り（研修目的の場合を除く）、歯科医師法第十七条の定める「歯科医業」の一部として全身麻酔を実施する事ができる。しかし全身麻酔をはじめとする全身管理は、高度に専門的な知識や技術を必要とするため、一般の歯科医師が何のトレーニングも受けずに麻酔管理を実施することは事実上、不可能である。従って全身管理を志す歯科医師の多くは、大学の歯科麻酔学講座や、歯科医師の医科麻酔科研修ガイドラインに沿った医科での麻酔研修で専門的な教育を受け、知識や技術を身につける。
歯科麻酔学を実践する専門医の集団である日本歯科麻酔学会（1973年（昭和48年）設立）は、学会独自に「日本歯科麻酔学会認定医」「日本歯科麻酔学会専門医」という資格制度を設け、歯科麻酔臨床の量（専門家の人数）・質の向上に努めている。

### 全身麻酔法の分類
- 吸入麻酔  セボフルレンやデスフルランと笑気を併用する事が多い。特に小児の緩徐導入に際しては、セボフルレンが用いられる。
- 静脈麻酔  近年、強烈な温室効果ガスである笑気の使用が嫌われ、次第に使用されなくなりつつある。そこで、プロポフォールなどの静脈麻酔剤にレミフェンタニル（強力な鎮痛作用を有する麻薬）を併用した全身麻酔が主流になりつつある。

### 外来全身麻酔
全身麻酔は、入院して行うことが通常であるが、日帰りで全身麻酔を行って治療・手術をする場合がある。これを外来全身麻酔という。
歯科治療は、痛みや恐怖感が強い割には、治療侵襲が少ないために、外来全身麻酔の応用範囲は広い。そのため自閉症児といった心身障害児や、聞き分けのない小児、歯科恐怖症患者などの歯科治療に応用されている。
静脈確保が可能であれば、全身麻酔の導入は急速導入（rapid induction・プロポフォールやチオペンタールなどの静脈麻酔薬で就眠させた後、筋弛緩剤を使用して気管挿管を行う）で行われるが、患者の協力が得られない場合（小児など）の場合は、セボフルランによる緩徐導入（slow induction・セボフルランで就眠した後、静脈を確保し筋弛緩剤を使用して気管挿管を行う）が主流である。
歯科治療の場合は、噛み合わせの状態などを確認するためにも、多くの場合は経鼻挿管で気管内挿管が行なわれる。
歯科医院で行なわれる外来全身麻酔は、ほとんどの場合、導尿をしていないため、長くても2時間以内で行なわれている。
外来全身麻酔の対象となる歯科患者は、ASA1程度の全身状態に問題がなく、過去に大きな既往症のない、健康な患者に限って行なわれている事が多い。

## 精神鎮静法
歯科治療には恐怖感と鋭敏痛が伴う事が多く、「歯科治療恐怖症」と呼ばれる極端に歯科治療を恐れる者も少なくない。また恐怖感から過換気となり、意識を喪失したり貧血発作を起こすことも珍しくない。また、嘔吐反射が著しい患者にあっては、通常の歯科治療は不可能である。
そのため、リラックスして患者が歯科治療を受けられるように精神鎮静法が工夫されている。全身麻酔とは違い、あくまでも意識を保ったままで自発呼吸下で実施される。

### 精神鎮静法の分類
- 吸入鎮静法 ・一般的に笑気が使用される。笑気は酸素と混合して鼻マスクで投与されるが、30％以下の低濃度が使用されるため安全性は高いが鎮静効果には個人差がある。一般開業歯科医師であっても、安全に実施できる。

- 静脈内鎮静法・ミダゾラムなどの鎮静剤やプロポフォールのような静脈麻酔剤を使用する事が多い。使用量が過剰となると自発呼吸や防御反射が消失するため、全身麻酔に準じた事前検査（心電図や血液検査など）全身管理のモニター・施設・知識・経験を必要とする。

2008年（平成20年）4月から、健康保険において「歯科治療時の静脈内鎮静法」に120点の算定が可能になった。
しかし静脈内鎮静法の実施には全身麻酔に準じた知識・経験が必要であるため、一般の開業歯科医師が行う機会は現時点では少ないと思われる。
一部、インプラント治療（自費診療）を積極的に行っている歯科医院では、治療時の痛みや恐怖感を和らげるために、あるいは術中の全身管理のために，歯科麻酔科学を会得している者を臨時で雇い入れ、静脈内鎮静法を実施しているところもある。